# Magyar videójáték-ipar
A magyar videójáték-ipar az 1980-as évek elején alakult ki. Az évek folyamán számos nemzetközi sikert elérő magyar fejlesztésű videójáték jelent meg. A 2000-es években az egyre növekvő fejlesztési költségek miatt a legtöbb nagyobb magyar játékstúdió feloszlott, 20–30 embert foglalkoztató cégek maradtak, melyek összességében megközelítőleg 300 főt foglalkoztatnak.  A videójáték-iparnak elhanyagolható a belső piaca, nincsenek játékfejlesztői képzések, így szakemberhiány van.

## Története

### 1960-as és 1970-es évek
Az első magyar videójátékot az 1960-as évek elején az MTA Kibernetikai Kutatócsoportjában épített M–3 nagyszámítógépre írták Taktik címmel. Később malomjátékot és kisebb logikai játékokat is írtak rá. Simonyi Károly az 1960-as években játékokat is írt az Ural–2 nagyszámítógépre. Kovács Mihály a Mikromat kibernetikai építőkészletére A farkas, a kecske, a káposzta és gazda címmel írt játékot. Az EMG 666 asztali számológépen már 1973-ban is lehetett szópókert, illetve „akasztott emberkét” játszani. A Videoton az 1970-es évek végén, az 1980-as évek elején két Pong-klónt is piacra dobott Sportron 101 és Videoton elektronikus TV játék néven, előbbi licenc alapján készült, míg utóbbi magyar tervezésű. Ezen dedikált konzolok igencsak népszerűek voltak hála a Magyar Televízió hétfői adásszüneti napjának.

### 1980-as évek
1983 tekinthető a magyar videójáték-ipar hajnalának, amikor megalapították a Novotrade Internationalt, majd az beharangozta a médiában a versenyét, melyben bárki küldhetett be játékötleteket és a legjobb elképzeléseket a cég megvalósította vagy a támogatást nyújtott a beküldőnek. Számos hallgató küldött be ötleteket, akik kiváló lehetőségnek érezték a versenyt a programozás megtanulására. A Novotrade-et elárasztották az elképzelések, melyből 100–120-at továbbküldtek a Commodore-nak, akik kiválasztottak körülbelül tízet, melyeket a magyarok rövid időn belül meg is valósították. 1983-ban jelentek meg az első kereskedelmi forgalomba hozott magyar fejlesztésű játékok, így a Caesar the Cat (C64, ZX Spectrum), a Dancing Monster (C64) vagy a Buffalo Roundup (C64) is. A magyar fejlesztésű játékok népszerűsítése érdekében a Magyar Kereskedelmi Kamara 1983. november 14-e és november 16-a között Londonban tartott bemutatót, amit jelentős médiafigyelem kísért, mivel ez volt az első alkalom, hogy egy keleti blokkbéli ország szoftverbemutatót tartott. A brit szaksajtó elismerően nyilatkozott a magyar fejlesztők leleményességéről. A rendezvényre a magyar származású, az 1950-es években az Egyesült Királyságba disszidált Robert Stein is felfigyelt, majd cégével, a brit Andromeda Software-rel exkluzív szerződést kötött a magyar Novotrade International kiadóval a játékaik forgalmazására. A Rényi Gábor által alapított Novotrade a nyolcvanas évek viszonylag liberális és nyugatbarát üzletpolitikájának és a bankok támogatásának hála jelentős export-import tevékenységet folytatott a Metrimpex vállalaton keresztül. A Novotrade elsősorban számítógépek forgalmazásával és szoftverkereskedelemmel foglalkozott, ám mégis a játékfejlesztéseiről vált ismertté. A cégnek külsős programozók dolgoztak, így előfordult, hogy egyszerre 50 projekt is futott párhuzamosan. Az egyik legismertebb korai magyar fejlesztésű játék közé tartozik az 1984 őszén megjelent Eureka!. A játékot a Domark Software felkérésére írták, akik 1984 tavaszán végigjárták a brit játékfejlesztőket, azonban azok rendre elhajtották őket a rendkívül szoros határidő miatt. Robert Stein végül a Novotrade-et ajánlotta, mondván, hogy „az ilyen őrültségeket a magyarok szoktak bevállalni.” Kiss Donát, a Novotrade akkori vezérigazgatója irreálisan magas összeget kért, gondolván, hogy ennyit úgysem fizetnének ki. A Domark ugyan elfogadta az ajánlatot, azonban minden nap csúszásért 660 font kötbért állapított meg. A játék fejlesztését annak írója, Ian Livingstone is nehezítette, mivel korábban még sosem volt dolga videójátékokkal, így nem tudta, hogy mik a korlátok és hatalmasnak tervezte meg azt. Mivel a játékot párhuzamason két platforomra, Commodore 64 és ZX Spectrum is írták, ezért a fejlesztők először akkoriban együlálló módon egy saját programnyelvet írtak, mely lefordította a kódot a két platformra. A játék végül mindkét verziójának fejlesztése időben befejeződött és hatalmas hírverés közepette jelent meg. A játék sikere révén a Novotrade-ről és az Andromedáról 1984 végéig rengeteg újság írt, a The Times 1984. szeptember 24-i száma arról számolt be, hogy „a nyugati játékboltok letakarítják a polcaikat, hogy elférjenek rajtuk a magyar játékok” és a Rubik-kocka sikeréhez hasonlította a magyar videójátékokat. A fejlesztőknek a játékaik elkészítéséhez és megjelentetéséhez számos akadályt kellett leküzdeniük; így a COCOM-listát is, ami miatt a fejlesztőknek számítógépeket kellett csempészniük az országba, de a kész játékok külföldre juttatása sem volt egyszerűbbb. A Novotrade égisze alatt készült el a korszak egyetlen olyan kelet-európai játéka, a Traffic forgalomszimulátor, melyet Japánban is megjelentettek, a Sony forgalmazásában MSX platformra. Az 1984. szeptember 20-a és szeptember 23-a között megrendezett londoni Personal Computer Show rendezvényen már tizenhárom magyar játékot mutattak be. 1985-ben jelentette meg az Andromeda a Barna Péter, Cseri István, Mocsáry László, Nagy Csaba, Pohl András és Révbíró Tamás által készített technikailag kimagasló Scarabeus akció-kalandjátékot, melyet a szaksajtó kitűnő fogadtatásban részesített, hasonlóan az 1988-as Impossible Mission II című akciójátékhoz. A Novotrade játékai gyakran technikailag kimagaslóak voltak, számos olyan dolgot valósítottak meg, melyre maga a Commodore mondta, hogy lehetetlen. A vállalat számos külföldi fejlesztő játékát írta át más platformokra.
Az 1980-as években a Rátkai István programozóból és Mohos Zoltán zeneszerzőből álló Selindek Software magyar nyelvű szöveges kalandjátékai is hatalmas népszerűségre tettek szert Magyarországon, mivel ekkortájt még nem igen volt elterjedve az angol nyelvtudás. Rátkai első igazán ismertté vált játéka az 1987 végén megjelent Időrégész volt, mely nagyban hasonlít a Eureka!-hoz. Rátkai a Novotrade-en keresztül akarta forgalomba hozni az Időrégészt, azonban azok sokáig nem méltatták válaszra, ezért saját maga kényszerült a terjesztése. A szoftver a kalózmásolatok miatt nem bizonyult túlságosan jövedelmezőnek, azonban Rátkai későbbi játékai a direkt marketingjének köszönhetően már sokkal nyereségesebbek lettek. Ugyan két játékából is készült angol nyelvű változat, azonban mindkettő bukás lett. Rátkai hatására kalandjátékírási láz indult az országban, melyben szerepe volt több népszerű programozásról szóló könyv megjelenésének is.
A nyolcvanas évek második felében több népszerű nyugati játékot is lemásoltak a szoftverekkel kevésbé támogatott magyar számítógépekre, így többek között Videoton TVC-re, Primóra vagy Homelabre. Ezen játékok között volt az Űrhódítók (Space Invaders-másolat), a Vili a bányász (Manic Miner-másolat), az Ördögmotoros (3D Deathchase-másolat) vagy a Keljfeljancsi (Jumping Jack-másolat).
A korszak a szoftverhamisítás aranykora volt Magyarországon, mivel nem voltak rá jogszabályok és az eredeti játékokat szinte lehetetlen volt beszerezni. Rátkai a kalózmásolatok elterjedésének visszaszorítása érdekében olyan kódokat írt a játékaiba, melyek akár le is formázhatták az egész floppy lemezt, ezek „Rátkai átkai” néven híresültek el. A magyar számítógépes kultúra szíve a Budapest XV. kerületében található Csokonai Művelődési Központ volt, ahol kezdetben egy Sinclair Spectrumon tanították programozni a klubtagokat. Később a számítógép-tulajdonosoknak is nyitottak egy klubot, ami Magyarország legnagyobb számítógépes klubjává nőtte ki magát. A nyilvános klub mellett egy zártkörű is volt, melyen a tagok a legújabb feltört szoftvereket másolták egymásnak. Számos később prominenssé váló videójátékos szaklap és fejlesztő pályafutása indult innen, de a Computer karácsony (más néven Bit-let karácsony vagy Mikrovilág karácsony) számítógépes rendezvénysorozat is ide vezethető vissza. Ezen időszak alatt egyáltalán nem voltak elterjedve a videójáték-konzolok az országban a cartridge-ek viszonylagos nehéz másolása végett. Az 1980-as évek végén az 1990-es évek elején megjelentek az első magyar videójátékos szaklapok, így a Spectrum Világ, a Commodore Világ, a Computer Mánia, az 576 KByte vagy a Guru/PC Guru.

### 1990-es évek
Az 1980-as években a Novotrade a japán kiadóknál is házalt, akik azonban Nintendo Entertainment System-játékokat kértek. A Novotrade felkereste a Nintendót egy fejlesztői készlet reményében, ahol azonban elhajtották őket. A magyarok ezért Kalmár Lászlót kérték fel a hardver visszafejlesztésére, majd a szoftverfejlesztők néhány hónap múlva felépítettek egy fejlesztőrendszert. Az 1990-es évekre a Novotrade már elsősorban konzolos játékokat fejlesztett. Ezek közül a leghíresebb az 1992 júliusában Sega Mega Drive-ra megjelent Ecco the Dolphin akció-kalandjáték, mely az egyik legnagyobb nemzetközi sikert elért magyar fejlesztésű videójáték lett. A Novotrade újlipótvárosi üzletében számos hazai piacra szánt szerényebb akció- és kalandjátékot is árultak, melyeknek nagy szerepe volt abban, hogy a laikusok és számítástechnikai klubok is megismerték a játékok világát. Az ilyen szoftverek között volt a Deltasoft Kincsvadász vagy Tihor Miklós A hős lovag és a Sárkányölő című programjai, melyek a legelső magyar szöveges kalandjátékok közé tartoztak. Az 1990-es évek elejének egyik legfontosabb fejlesztése az Abandoned Places című szerepjáték volt, melynek első demóverzióját az egyik Computer karácsonyon mutatták be. Ugyan a Novotrade-től megkeresték a fejlesztőket, azonban szerződéskötésre nem került sor, így 1990 tavaszán külföldi kiadóknál kezdtek el házalni vele. A játékot a brit Electric Zoo karolta fel és 1992-ben jelentette meg azt Amigára és DOS-ra. A játék folytatását az Electic Zoo utódvállalata jelentette meg, mindkét játék jó visszajelzéseket kapott a nemzetközi szaksajtótól. A kilencvenes években a videójáték-konzolok egyre népszerűbbek lettek az országban.
A kilencvenes évek közepén a személyi számítógépek és az internet megjelenésének hála hanyatlani kezdett klubélet, a Computer karácsony szervezésével is felhagytak. 1992-ben megjelent az első videójáték-bolt, az 576 KByte, melynek anyacége egy évvel korábban még büszkén hirdette a szoftvermásolási szolgáltatását.
1991-ben alapították meg Magyarország második videójáték-fejlesztő és kiadó cégét Amnesty Design (később Digital Reality) néven. Az 1997-ben megjelent Imperium Galactica 4X-játékuk révén váltak ismertté, az 1999-ben megjelent folytatásával már nemzetközi sikereket értek el, zenéjét BAFTA-díjjal jutalmazták. A kilencvenes években számos játékfejlesztő stúdió indult Magyarországon, így a Mascot Entertainment (1993), a Human Soft (1994), a Philos Laboratories (1995), a PDAmill (1995), az Invictus Games (1996), a Stormregion (1996), a Redward Studios (1997), a Private Moon Interactive (1997), az ASK Homework (1998), a Solware (1998) vagy az Artex Studios (1999) is.

### 2000-es évek
A 2000-es évek elején az új konzolok megjelenésével járó fejlesztési költségek emelkedésének, a vásárlói ízlések megváltozásának és a nem megfelelő vezetésnek köszönhetően több magyar videójáték-fejlesztő cég is megszűnt, így az Appaloosa Interactive (korábban Novotrade International, 2006), az Eidos Hungary (korábban Mithis Entertainment, 2009), a Philos Laboratories (2004), a Clever’s Games (2006) és a Stormregion (2008) is. A tapasztalatlan vezetők miatt a magyar székhelyű videójátékokkal foglalkozó cégek jellemzően lassan reagálnak a piac változásaira és gyakran előnytelen megállapodásokat kötnek a külföldi kiadókkal, ami például az 1992-ben megjelent Abandoned Places fejlesztőit majdnem az öngyilkosságba hajszolta, de a Black Hole Entertainment is e miatt szűnt meg. 2001-ben a Flextronics sárvári üzemében kezdték meg az Xbox konzol gyártását napi 15 000-es darabszámmal. Ez volt az első európai játékkonzolgyártó üzem, azonban a gyártást alig egy év elteltével áthelyezték Kínába. A korszak meghatározó magyar játékműfaja a valós idejű stratégia volt, a Black Hole Entertainment, a Digital Reality, a Huszár Games, az Eidos Hungary, a NeocoreGames, a Philos Laboratories és a Stormregion is fejlesztett ilyen játékokat.
A 2000-es években alapították a Zen Studiost (2000), az Intuitive Computerst (2000), a Clever’s Gamest (2000), a Connect 2001-et (2000), a Black Hole Entertainmentet (2001), a Redshiftet (2001), a Mithis Entertainmentet (2002), a Tonuzaba Entertainmentet (2002), a Dimension Technicst (2003), a Huszár Gamest (2004), a Game-Evert (2004), az Ironic Software-t (2004), a NeocoreGamest (2005), a Nemesys Gamest (2005), a Most Wanted Entertainmentet (2005), a PalmStormt (2006), az Artery Studiost (2006), a Catmoon Productionst (2007), a Crytek Budapestet (2007), a Twofisht (2007), a Zanda Gamest (2008), a Navigation-Infót (2009), az isTom Gamest (2009), a Blind Logicot (2009), a Red Herring Labst (2009) és a CyberphobX-t (2009) is.
2007-ben megrendezték Magyarország első játékkiállítást Budapest Game Show néven, melynek 2011-től a PlayIT a jogutódja.
A korszak nagyobb horderejű, nemzetközileg is megjelent magyar fejlesztésű játékai közé tartozik a Stormregion (S.W.I.N.E. (2001), a Codename: Panzers sorozat (2004–2009), a Rush for Berlin (2006), a Digital Reality (Haegemonia: Az Univerzum Légiói (2002), Platoon (2002), Desert Rats vs. Afrika Korps (2004), D-Day (2004), War Front: Turning Point (2007), a Black Hole Entertainment (Armies of Exigo (2004), Warhammer: Mark of Chaos (2006), a Mithis Entertainment (Nexus: The Jupiter Incident (2004) és a NeocoreGames (King Arthur sorozat (2009–2011) valós idejű stratégiai játékai, a Private Moon Interactive (AGON (2003) és Jumurdzsák gyűrűje (2006) és a Digital Reality (Ecco the Dolphin: Defender of the Future (2000) kalandjátékai, az Eidos Hungary Battlestations (2007–2009) valós idejű taktikai sorozata, illetve Clever’s Games (Terminator 3: War of the Machines (2003) és a Crytek Budapest (Crysis Warhead (2008) belső nézetű lövöldözős játékai.

### 2010-es évek
A 2010-es évekre a magyar videójáték-ipar kétpólusúvá vált; a Zen Studios és a NeocoreGames kivételével a legtöbb magyar fejlesztőcsapat jóval kisebb költségvetésű mobiltelefonos és böngészős játékok készítésére adta fejét, rajtuk kívül egyedül a Digital Reality készített konzolos játékokat. 2012-ben megszűnt a Black Hole Entertainment és a Zanda Games, illetve 2016-ban a Crytek Budapest, míg a Digital Reality az Imperium Galactica Online fejlesztésének 2013-as leállítása óta nem hallat magáról. A Digital Reality egykori munkatársai megalapították a Prior Gamest, a Twisted Tribe-ot és a Pocket Scientistst, megalapították a 1morebee Gamest (2010), THX Gamest (2011), az Alder Gamest (2012), a Black Riddlest (2013) és a Possible Gamest (2014). A 2010-es évekre a legtöbb magyar fejlesztőcég 20–30 embert foglalkoztat, akik így összességében körülbelül 300 főt foglalkoztatnak és nagyjából 2 milliárd forintos éves árbevétellel rendelkeznek. Európa legtöbb országával szemben Magyarországon 2015 novemberéig egyáltalán nem volt játékfejlesztői képzés, így szakemberhiány volt. Aki mégis beletanult a szakmába az rendszerint külföldön keresett magának munkát, hiszen ott jóval nagyobb a fizetés. A videójáték-iparnak elhanyagolható a belső piaca, ezért 2012-ben a kis- és középvállalkozó magyar fejlesztőket a Nemzeti Külgazdasági Hivatal saját standdal támogatta a német Gamescom rendezvényen. A kis, független, anyagi támogatást nem élvező, első játékos csapatok munkáját az is nagyban nehezíti, hogy a Kickstarter közösségi finanszírozási oldalon Magyarországról nem lehet projektet indítani, ezért külföldön kell bejegyezniük a cégüket.
A magyar internetezők 75%-a játszik online. Magyarországon a kereskedelmet akadályozó jogsértések évente több millió dolláros veszteséget okoznak az iparágnak és az államháztartásnak, ami az ország nemzetközi megítélését is visszaminősíti. 2014-es évről szóló piackutató elemzések szerint Magyarországon 100 millió amerikai dollár volt a digitális játékpiac forgalma, összehasonlításképpen ezzel szemben a zeneipar összesen 30,5 milliárd forint, míg a mozik jegybevételei 50 millió dollárnyi bevételt hoztak. Az átlag szerint egy magyar játékos havonta 22 dollárt költött egy játékra, míg annak élettartama alatt 70-et. A havidíjas MMO-kra a magyarok éves szinten 10 millió dollárt, a free-to-play-játékokra havonta átlagosan 19,35 dollárt, a közösségi oldalak játékaira havonta 15,2 dollárt költöttek. Egy átlagos magyar mobiltelefonos játékos havonta 19 dollárt szánt a hobbijára, míg a számítógépen játszók 37,5 dollárt, amiből 10,8 dollárt a letölthető tartalmak tettek ki. Magyarországon 2014-ben 1,1 millió konzoljátékos 7 millió dollárt költött digitális tartalmakra. 2015-ben Magyarország 101,274 millió amerikai dollárral a 49. helyen állt a videójátékokból származó bevételeket tekintve, míg 2016-ban 96,286 millió dollárral az 54. helyen, ezzel a környező országok közül megelőzve Szlovákiát (59. helyezés, 67,052 millió dollár), Szerbiát (65. helyezés, 59,463 millió dollár), Horvátországot (72. helyezés, 39,619 millió dollár) és Szlovéniát (88. helyezés, 25,827 millió dollár), de jócskán elmaradt Ausztriától (27. helyezés, 329,602 millió dollár), Ukrajnától (44. helyezés, 162,085 millió dollár) és Romániától (48. helyezés, 130,925 millió dollár).